# Bogue (Carolina del Nord)
Bogue és una població dels Estats Units a l'estat de Carolina del Nord. Segons el cens del 2008 tenia 577 habitants.

## Demografia
Segons el cens del 2000, Bogue tenia 590 habitants, 224 habitatges i 170 famílies. La densitat de població era de 84,7 habitants per km².
Dels 224 habitatges en un 36,6% hi vivien nens de menys de 18 anys, en un 67% hi vivien parelles casades, en un 7,1% dones solteres, i en un 23,7% no eren unitats familiars. En el 17,4% dels habitatges hi vivien persones soles el 8,5% de les quals corresponia a persones de 65 anys o més que vivien soles. El nombre mitjà de persones vivint en cada habitatge era de 2,63 i el nombre mitjà de persones que vivien en cada família era de 3,01.
Per edats la població es repartia de la següent manera: un 26,9% tenia menys de 18 anys, un 5,8% entre 18 i 24, un 28,1% entre 25 i 44, un 24,2% de 45 a 60 i un 14,9% 65 anys o més.
L'edat mediana era de 39 anys. Per cada 100 dones de 18 o més anys hi havia 91,6 homes.
La renda mediana per habitatge era de 44.643 $ i la renda mediana per família de 45.938 $. Els homes tenien una renda mediana de 31.111 $ mentre que les dones 21.094 $. La renda per capita de la població era de 20.095 $. Entorn del 4,5% de les famílies i el 6,3% de la població estaven per davall del llindar de pobresa.

## Poblacions més properes
El següent diagrama mostra les poblacions més properes.